# Rue Jean-Jaurès (Brest)
Pour les articles homonymes, voir Rue Jean-Jaurès.
La rue Jean-Jaurès est une rue semi-piétonnière du centre-ville de Brest.
La rue est desservie par les transports en commun de Brest métropole (ligne A) du tramway

## Situation et accès
La rue Jean-Jaurès est l'une des deux artères commerçantes de Brest avec la rue de Siam. Elle relie la place de la Liberté à la place de Strasbourg.

## Origine du nom
Le nom de la rue fait référence à Jean Jaurès (1859-1914), homme politique socialiste français.

## Historique
Avant de prendre le nom de rue Jean-Jaurès, elle a eu pour nom le Grand Chemin puis rue de Paris.
La rue Jean-Jaurès traverse le quartier de Saint-Martin (principalement la partie basse) à l'architecture datant de la seconde moitié du XIXe siècle et la première moitié du XXe siècle (quelques immeubles bourgeois remarquables), ainsi que celui du Pilier Rouge (principalement la partie haute de la rue). Il est à noter que les évolutions de la rue Jean-Jaurès et du quartier de Saint-Martin sont très liées.
Jusqu'aux années 1990, la grande rue commerçante de Brest était la rue de Siam. Mais au cours des années 1990 et 2000, la rue de Siam perdit beaucoup de son attractivité au profit de la rue Jean-Jaurès. Parallèlement, cette dernière vit l'implantation des deux principales galeries marchandes du centre-ville de Brest : Coat Ar Gueven et l'Espace Jaurès.
À l'occasion des travaux pour le tramway de Brest, le visage de la rue a complètement changé : la rue est devenue principalement piétonne et réservée au passage du tram. Désormais, la rue Jean-Jaurès est desservie par quatre arrêts de tram : Jean Jaurès, Saint Martin, Octroi et Pilier Rouge / Pilier Ruz.

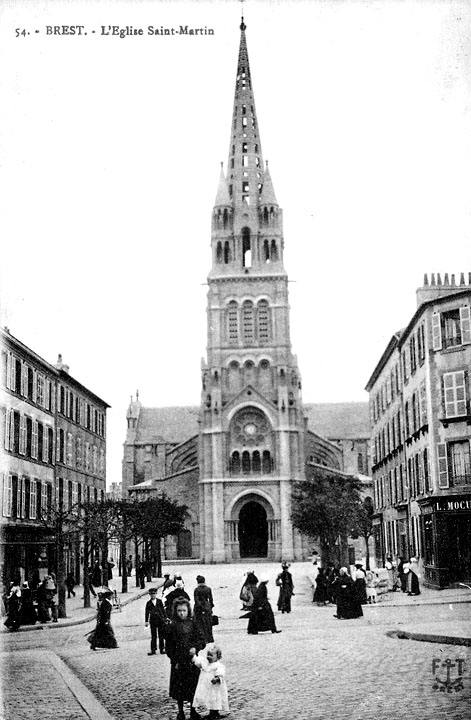
L'église Saint-Martin, vue depuis la rue Jean-Jaurès, au début du XXe siècle.
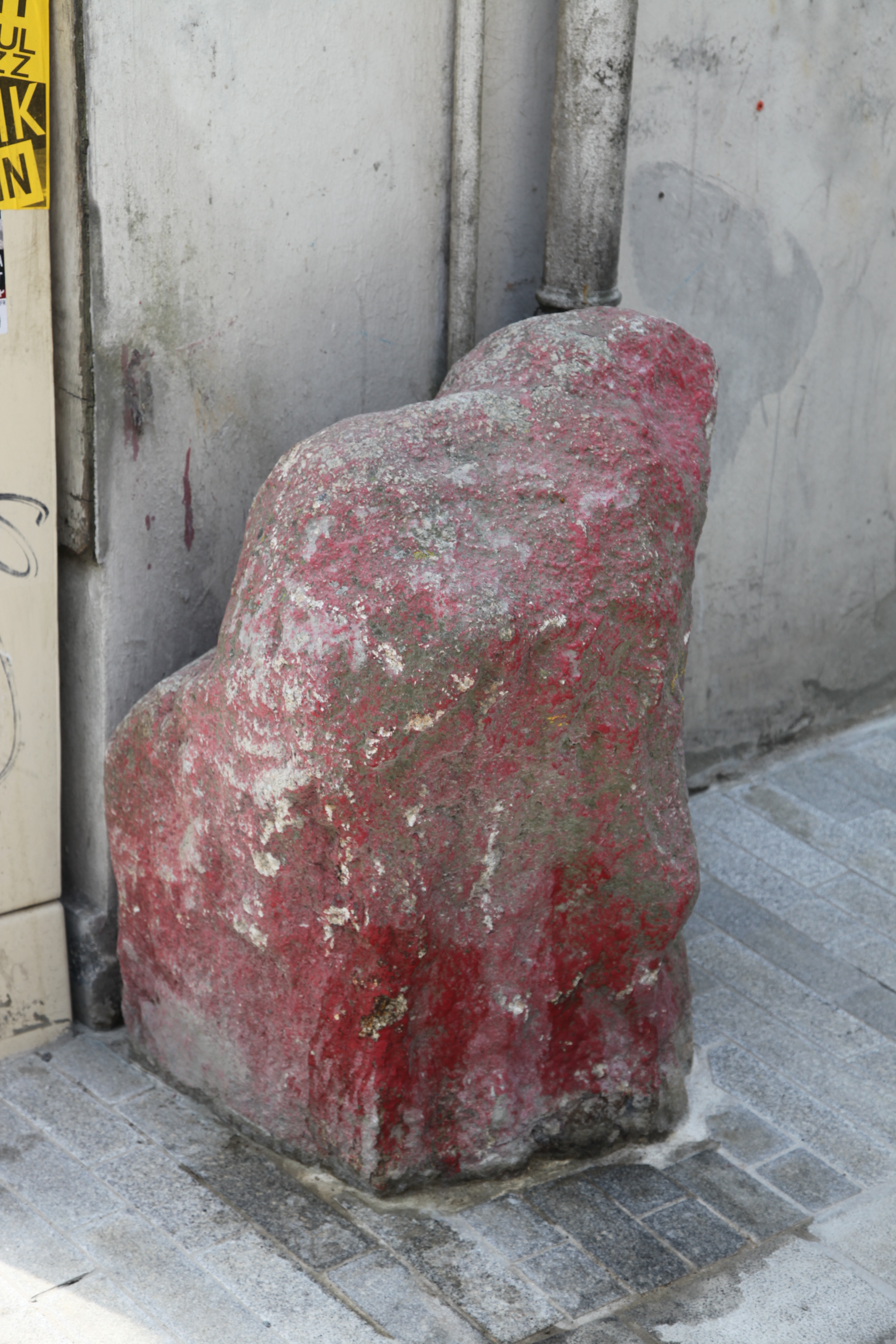
Le Pilier Rouge, angle des rues Jean-Jaurès et Maria-Chapdelaine.
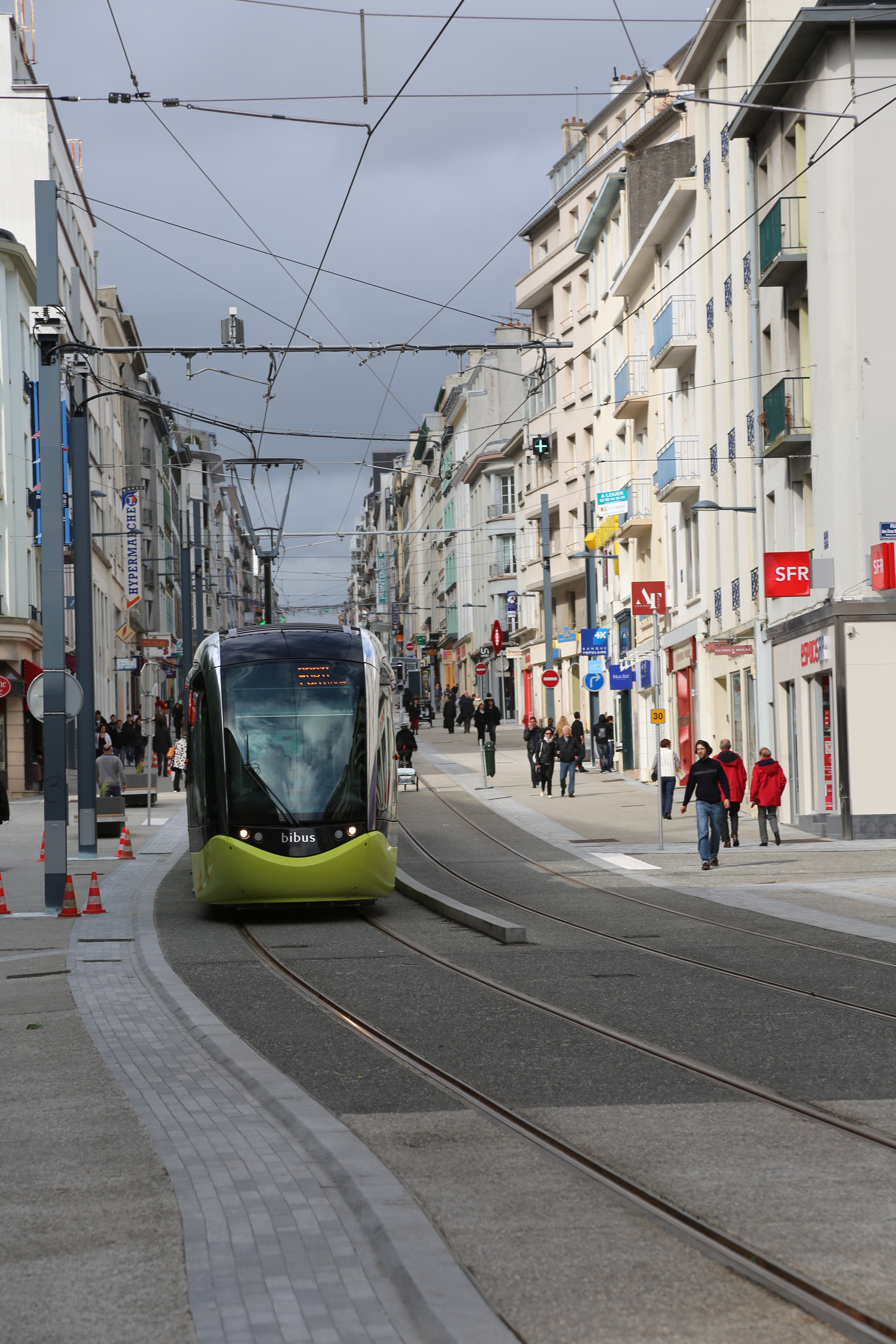
La rue Jean-Jaurès en juin 2012, avec le tram.